# HD 3885
HD3885 є хімічно пекулярною зорею спектрального класу
B9 й має видиму зоряну величину в
смузі V приблизно  9.8.

## Пекулярний хімічний вміст
Зоряна атмосфера HD3885 має підвищений вміст Si.